# Lord-lieutenant du Berkshire
Ceci est une liste de personnes qui ont servi comme lord-lieutenant du Berkshire. Depuis 1689, tous les lord-lieutenant ont également été Custos Rotulorum of Berkshire.

## Lord-lieutenants du Berkshire
- Edward Seymour, 1er duc de Somerset 1551-22 janvier 1552
- William Parr, 1er marquis de Northampton 1552–?
- William FitzWilliam 1559
- Henry Norris (1er baron Norreys) 17 septembre 1586 – 27 juin 1601 conjointement avec
- Francis Knollys 12 septembre 1586 – 19 juillet 1596 et
- William Knollys (1er comte de Banbury) 4 novembre 1596 – 25 mai 1632 conjointement avec
- Henry Rich, 1er comte de Holland 28 mars 1628 – 23 août 1643 (parlementaire depuis 1642)
- Interregnum
- John Lovelace (2e baron Lovelace) 28 août 1660 – 25 novembre 1670
- Prince Rupert du Rhin 7 novembre 1670 – 29 novembre 1682
- Henry Howard (7e duc de Norfolk) 16 décembre 1682 – 2 avril 1701
- Montagu Venables-Bertie (2e comte d'Abingdon) 12 mai 1701 – 11 juin 1702
- William Craven (2e baron Craven) 11 juin 1702 – 9 octobre 1711
- George FitzRoy (1er duc de Northumberland) 15 mai 1712 – 12 novembre 1714
- Charles Beauclerk (1er duc de Saint-Albans) 12 novembre 1714 – 10 mai 1726
- Charles Beauclerk (2e duc de Saint-Albans) 4 mars 1727 – 27 juillet 1751
- George Beauclerk, 3e duc de Saint-Albans 30 octobre 1751 – 18 mars 1761
- Vere Beauclerk (1er baron Vere) 18 mars 1761 – 16 juillet 1771
- George Beauclerk, 3e duc de Saint-Albans 16 juillet 1771 – 1er février 1786
- William Craven, 6e baron Craven, 1786 – 26 septembre 1791
- Jacob Pleydell-Bouverie (2e comte de Radnor) 1791 – 9 décembre 1819
- William Craven, 1st Earl of Craven 9 décembre 1819 – 30 juillet 1825
- Montagu Bertie (5e comte d'Abingdon) 27 avril 1826 – 16 octobre 1854
- Montagu Bertie (6e comte d'Abingdon) 13 février 1854 – 7 septembre 1881
- George Craven (3e comte de Craven) 7 septembre 1881 – 7 décembre 1883
- Ernest Brudenell-Bruce (3e marquis d'Ailesbury) 16 janvier 1884 – 18 octobre 1886
- Robert Loyd-Lindsay (1er baron Wantage) 12 novembre 1886 – 10 juin 1901 (décédé)
- James Herbert Benyon 26 août 1901 – 14 février 1935[1]
- Arthur Loyd 22 mars 1935 – 8 novembre 1944
- Henry Benyon, 1er baronnet 28 mars 1945 – 15 juin 1959
- Hon. David John Smith 30 septembre 1959 – 1976[2]
- John Lindsay Eric Smith 5 mars 1976 – 16 mars 1978
- Hon. Gordon William Nottage Palmer 16 mars 1978 – 1989[3]
- John Ronald (Johnny) Henderson 4 septembre 1989 – 9 mai 1995[4]
- Philip Wroughton 9 mai 1995 – 19 avril 2008[5]
- Mary Bayliss 19 avril 2008 - 14 janvier 2015[6]
- James Puxley 15 janvier 2015 - À ce jour[7]

## Vice-lord-lieutenants
Vice Lord Lieutenants Le lord-lieutenant nomme un vice-lord-lieutenant pour le comté. Ils se retirent quand le lieutenant se retire.
- Edward Nicholas Canning, Nommé 9 novembre 1989
- William Benyon of Englefield, 1994 - 2005
- Elizabeth Godsal, - Retires 04 Jan 2011
- James Puxley of Welford Park, Nommé 04 Jan 2011 - 2015
- Anthony West of Remenham, Nommé 2015
- Jeffrey Branch of Maidenhead, Nommé 2016

## Deputy Lieutenants actuels
Deputy Lieutenant soutient traditionnellement le lord-lieutenant. Il y a plusieurs lieutenants adjoints à tout moment, selon la population du comté. Leur nomination ne se termine pas avec le changement du lord-lieutenant, mais ils se retirent habituellement à 75 ans. Le Berkshire compte actuellement trente Deputy Lieutenants en plus du lord-lieutenant et du vice-lord-lieutenant.
- Robert John Madejski, Nommé 8 novembre 2000
- Christina Hill-Williams, Nommé 27 juillet 2005
- Mr Gordon Storey, Nommé 27 juillet 2005
- Susanna Rose, Nommé 4 décembre 2007
- Andrew Panter, Nommé 4 décembre 2007
- Anthony West, Nommé 4 décembre 2007
- Christine Weston, Nommé 4 décembre 2007
- Baron Iliffe of Yattendon, Nommé 4 décembre 2007
- Paul Dick, Nommé 8 mars 2010
- Carolyn Jane Boulter, Nommé 8 mars 2010
- Jeffrey Branch, Nommé 8 mars 2010
- Harry Merton Henderson , Nommé 8 mars 2010
- John Hugh Miller, Nommé 8 mars 2010
- Ramnik Saund, Nommé 8 mars 2010
- Hugo Vickers, Nommé 8 mars 2010
- Richard Charles Elly, Nommé 22 juin 2011
- Peter Eliot Goodacre, Nommé 22 juin 2011
- William Richard Hunter Griffith-Jones, Nommé 22 juin 2011
- Richard Gareth Griffiths, Nommé 22 juin 2011
- Mrs Sarah Patricia Scrope, Nommé 22 juin 2011
- HH Judge Zoë Philippa Smith, Nommé 22 juin 2011
- Catherine May Stevenson, Nommé 22 juin 2011
- Simon Peter Carter, Nommé 9 mars 2012
- Jacqueline Doris Sylvia Ryder, Nommé 9 mars 2012
- Charles Redmond Watt, Nommé 9 mars 2012
- Charles David Brims, Nommé 29 mai 2013 [8]
- Christopher Edward Dodson, Nommé 29 mai 2013 [8]
- Khan Mohammad Juna, Nommé 29 mai 2013 [8]
- Stephen Charles Matthews, Nommé 29 mai 2013 [8]

## Previous Deputy Lieutenants
Deputy Lieutenant traditionally supported the Lord-Lieutenant. There could be several deputy lieutenants at any time, depending on the population of the county. Their appointment did not terminate with the changing of the Lord-Lieutenant, but they usually retired at age 75.
- Charles Edward Keyser, de 21 mai 1901[9]
- Frederick Gareth Robert Gimblett of Charvil, Nommé 23 août 1988
- Ian Ernest Morgan of Marlow, Nommé 23 août 1988
- Stella Winifred Oates of Caversham, Nommé 23 août 1988
- Richard Ell Shaw of Windsor, Nommé 23 août 1988
- Palmer of Mortimer, Nommé 9 novembre 1989
- William Alexander Palmer of Snelsmore Common, Nommé 21 août 1992
- David John Simonds of Ashampstead, Nommé 21 août 1992
- George Raymond Seymour of Bucklebury, Nommé 21 août 1992
- William Antony Wiseman of Twyford, Nommé 21 août 1992
- Thomas Edmund Tomlinson of Wokingham, Nommé 21 août 1992
- David Alfred William Gardiner of Newbury, Nommé 21 août 1992
- Gerald John Ward of Hungerford, Nommé 8 novembre 2000 - Retires 23 septembre 2008
- Mary Patricia Coldwells of Slough, Nommé 8 novembre 2000
- Stuart Grant Errington of Ascot, Nommé 8 novembre 2000
- Peter Haydn Philips of Cookham, Nommé 8 novembre 2000
- Rosemary Edith Robertson Thomson of Maidenhead, Nommé 8 novembre 2000
- John Roy Trustram Eve of Waltham St. Lawrence, Nommé 8 novembre 2000 - Retires 25 mai 2009
- Michael Aris, Nommé 27 juillet 2005
- Christina Hill, Nommé 27 juillet 2005
- David Gibbons, Nommé 27 juillet 2005
- John Nike, Nommé 27 juillet 2005
- James Puxley, Nommé 27 juillet 2005
- Beverley Ruddock, Nommé 27 juillet 2005
- Gordon Storey, Nommé 27 juillet 2005
- Michael Todhunter, Nommé 27 juillet 2005
- Malcolm Brian Johnston Kimmins of Newbury, nommé le 4 décembre 2007
- Roderick Watson, nommé le 4 décembre 2007